# Orange Cove
Orange Cove város az USA Kalifornia államában, Fresno megyében. Lakosainak száma 9649 fő (2020. április 1.).

## Népesség
A település népességének változása:

| 2010 | 9 078 |
| 2020 | 9 649 |